# Monestir de la Real
El Monestir de la Real o Monestir de Santa Maria de la Real és un antic monestir cistercenc al barri del Secar de la Real i a tres quilòmetres de les murades de la ciutat de Palma. L'alcudienc Antoni Vallespir Llompart (1934-2023) en va ser el prior, Ramon Balleter el va succeir.

## Història

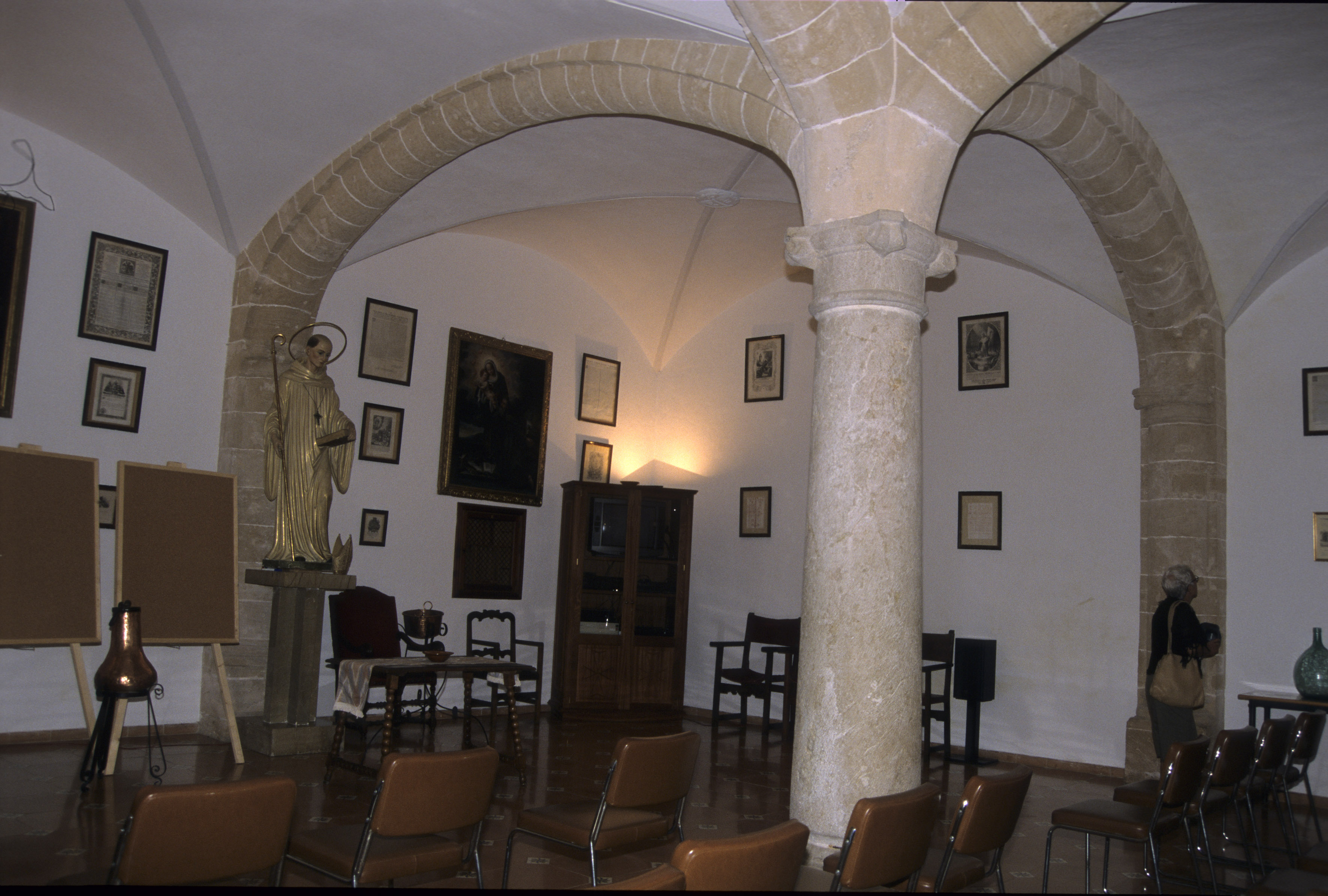
L'aula capitular del monestir amb una bella imatge de Sant Bernat (any 2003)

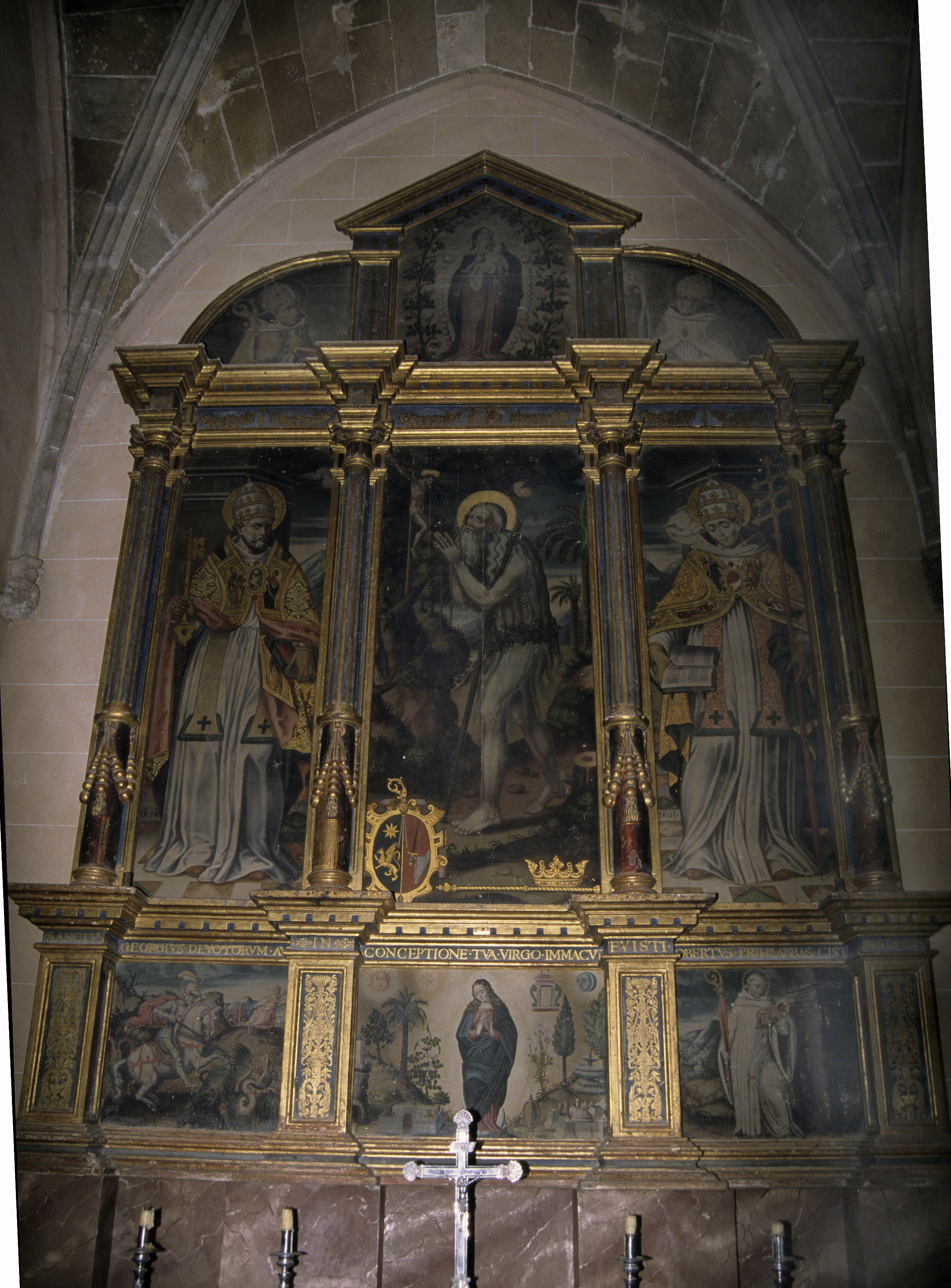
El Retaule de Sant Onofre, obra de Gaspar Oms (1601) fou encarregat per l'abat Onofre Pol per a la capella dedicada al sant

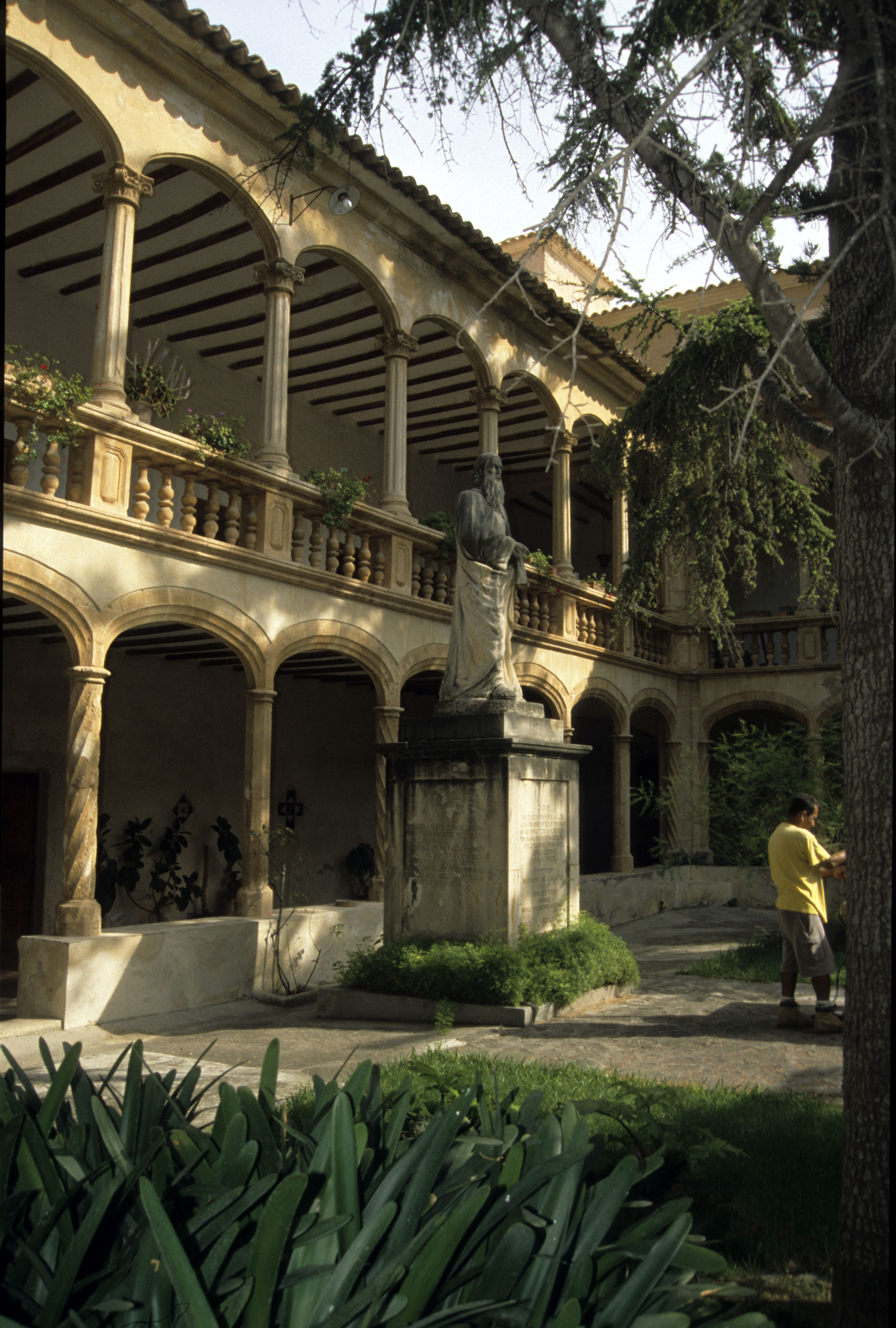
Claustre del monestir cistercenc de la Real. Al fons el monument a Ramon Llull (2003)

Fou construït, amb l'aprovació del rei Jaume I, al cap de poc temps de la conquesta de Mallorca, l'any 1229.
La tradició conta que el papa Gregori IX demanà a l'abat de Poblet, que en aquells anys era Vidal d'Alguaire, que enviés monjos per fer una fundació al nou regne de Mallorca, acabat de conquerir a l'Islam. Sigui com sigui, era natural que Poblet, d'acord amb la iniciativa reial, tingués interès a constituir ben aviat una comunitat cistercenca a l'illa.
Els monjos de Poblet establiren una sèrie de contactes a fi de buscar el lloc més adient per instal·lar-s'hi, i ben aviat, el 1233, el comte Nunó Sanç rebé autorització per construir un monestir dins dels seus dominis, i amb tal fi donà a Poblet el lloc d'Esporles, a més d'algunes alqueries i cases a Manacor. El 1236 està documentada l'existència d'una comunitat cistercenca a Esporles que fou anomenada Santa Maria de la Font de Déu El 1237 els cistercencs reberen una butlla pontifícia, que confirmava les possessions atorgades pel comte, a més, d'una sèrie de privilegis obtinguts.
Però no fou fins al 1239 que, per iniciativa del rei Jaume I, s'instal·laren definitivament al lloc conegut com La Real, prop de Ciutat, que era l'alcàsser del comte Nunó Sanç, a més d'haver estat el lloc on les tropes del rei en Jaume s'establiren poc abans de començar la darrera batalla abans de prendre Mallorca als sarraïns. Això fa pensar que el lloc fou habitat immediatament pels cistercencs. El lloc de la Real era un paratge privilegiat, molt abundant d'aigües. La donació comprenia també l'alqueria de Deià i l'honor de Sant Llorenç, a més del territori d'Esporles que ja havia estat cedit abans i d'altres alqueries amb molins. La zona ha estat sempre solcada per canals o fonts d'aigua (Font d'en Baster i Font de la Vila), això va esdevenir un dels motius més importants per triar el lloc. La primera instal·lació de la comunitat cistercenca a Esporles fou molt breu i sovint ha passat inadvertida als historiadors, els quals fan servir el nom de la Real en parlar d'Esporles, perquè en documents posteriors ja es confonen els noms i s'empra el de la Real per a ambdós llocs.
La fundació de la Real fou obra de l'Abadia de Poblet, però a diferència de les abadies germanes de Piedra i Benifassà, la mallorquina en depenia de manera molt més directa. Sembla que estigué sota la tutoria plena de Poblet més de tres segles, de manera que aquest monestir hi enviava els monjos i conversos que volia i els canviava quan volia. Aquesta situació durà fins al 1560, en què la Real esdevingué independent de Poblet, tot i que continuà com a filial seva i que junts, el segle xvii, ingressaren a la Congregació d'Aragó. Els abats de la Real tingueren un paper important en l'administració eclesiàstica i política de l'illa i gaudiren de gran consideració a Mallorca fins al segle xviii; l'abat ocupava el segon lloc als sínodes mallorquins i, després de les lleis palatines de Jaume III de Mallorca, seia en segon lloc a les corts després del bisbe.
Parlar del monestir de la Real implica parlar de Ramon Llull, ja que hi era molt vinculat. Quan Llull decidí abandonar el segle i emprendre la vida religiosa, es retirà al monestir de la Real, el qual li devia proporcionar un lloc propici per a aïllar-se del món i cultivar la vida espiritual i la contemplació. A més, la biblioteca de la Real també li oferia possibilitats d'estudi per a preparar-se a la vida monàstica, com que no tenia aleshores cap formació teològica;  es familiaritzà amb la mística i amb la doctrina de sant Agustí probablement s'estava al monestir cistercenc durant uns nou anys,. Llull anà després al puig de Randa, a uns trenta quilòmetres de Ciutat i allí rebé la inspiració divina per escriure un llibre contra els errors dels infidels; aleshores anà a la Real a redactar-lo. Fou L'art abreujada d'atrobar veritat. Més endavant, el futur Jaume II li donà un lloc a Miramar -entre Valldemossa i Deià-, que havia estat una granja de la Real perquè pogués dur a terme el seu projecte de fundar un col·legi per a l'ensenyament de l'àrab. Quan aquesta escola s'extingí, Jaume II donà el lloc de Miramar a la Real. La relació de Llull amb el monestir cistercenc es fa també palesa en el seu testament, el 1313, en el qual llegava al monestir un cofre amb llibres. Per a alguns autors, és versemblant que l'esperit cistercenc influís en el personatge del Blanquerna lul·lià, sobretot pel que fa a la fidelitat a un ideal que representa el protagonista. Al segle xviii la Real donà un gran lul·lista, l'abat Antoni Ramon Pasqual i Fleixes, autor de les Vindicationes Lulianae, i també d'un llibre sobre la història del monestir. La comunitat cistercenca de la Real desaparegué amb la Desamortització de 1835.
El 6 de febrer de 2006, el Consell Insular de Mallorca el declarà bé d'interès cultural (BIC).
A principi del segle xxi, el Govern presidit per Jaume Matas, del Partit Popular, va plantejar la construcció a pocs metres del monestir d'un nou hospital de referència de l'illa de Mallorca, amb la clara oposició del veïns. La plataforma Salvem la Real i diverses entitats lluitaren des d'aleshores per aconseguir que aquest projecte no es dugués a terme a l'entorn del monestir. Les obres de l'Hospital Universitari de Son Espases es començaren i a desembre de 2010, la construcció de l'hospital finalitzà i es realitzà el trasllat definitiu de malalts i serveis cap a aquest centre.

## Arquitectura

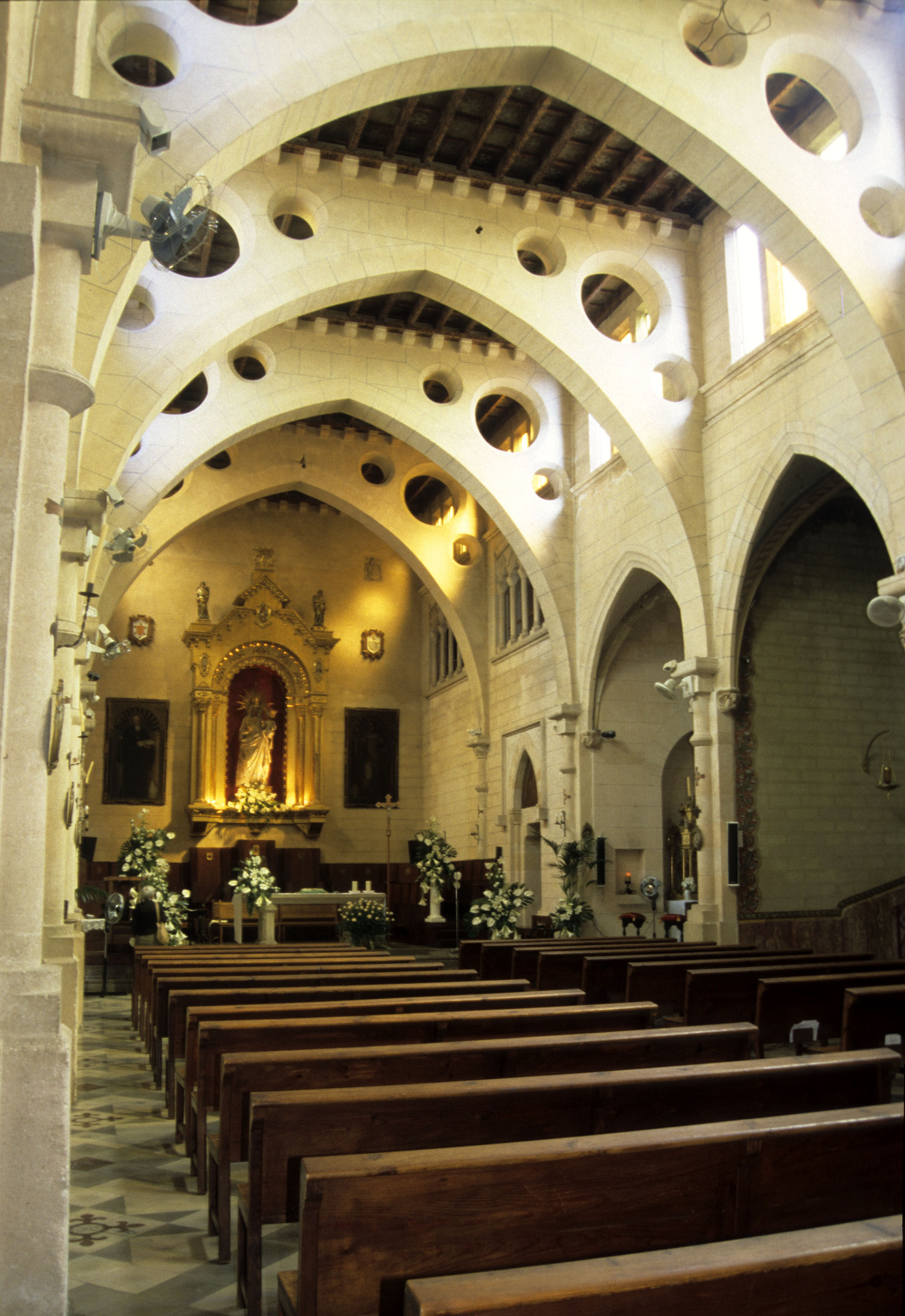
Palma. Monestir cistercenc de la Real, església conventual (2003)

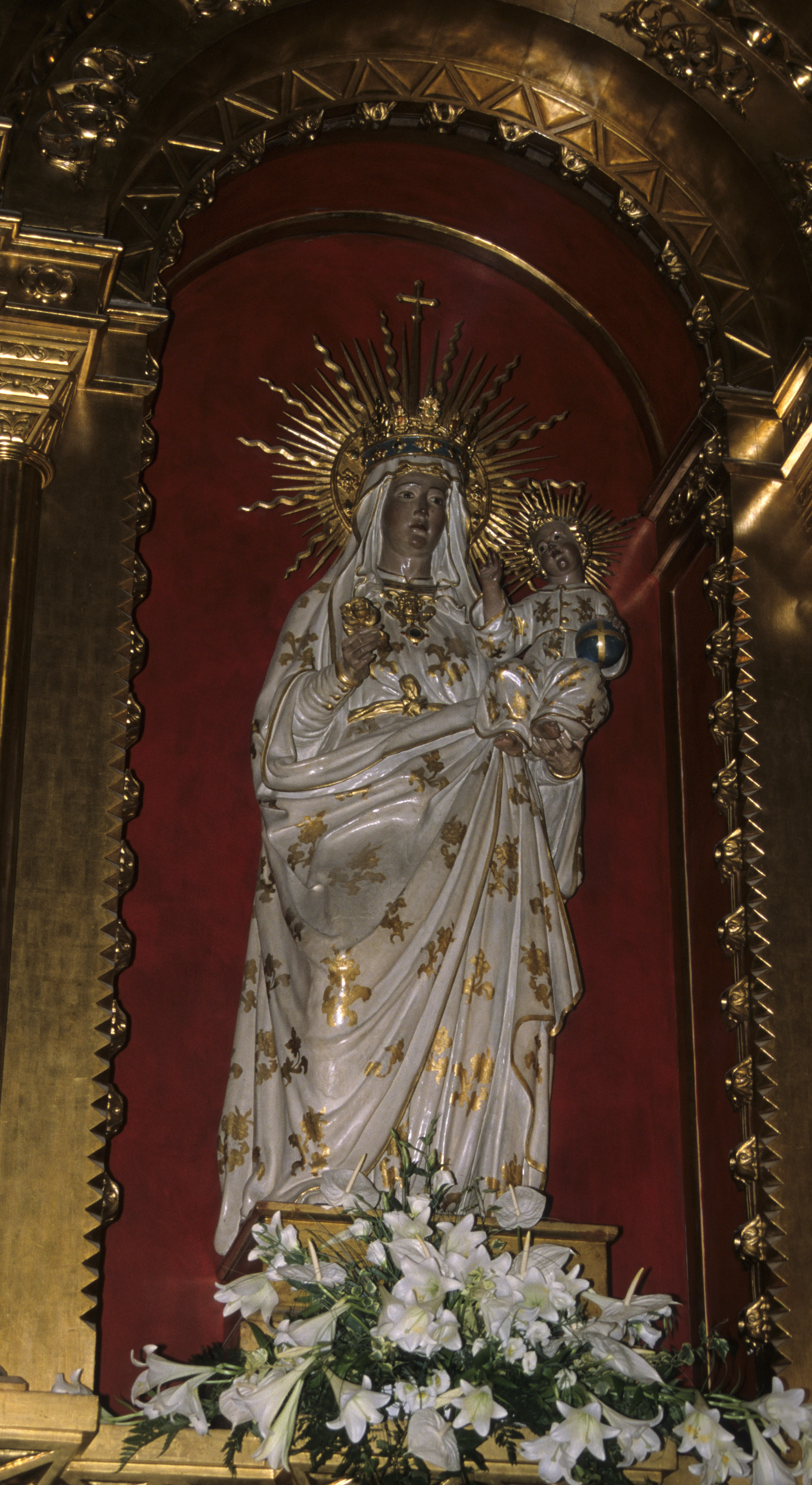
Monestir de Santa Maria de la Real. Imatge de la Mare de Déu de la Real que presideix l'altar major de l'església conventual.

De l'antic monestir de la Real poca cosa n'ha quedat. El conjunt formava un recinte tancat per un alt mur emmerletat, amb un gran portal d'entrada presidit per una fornícula on hi havia la Mare de Déu; des d'aquí, s'arribava a l'església per un carreret. El temple abacial es construí el segle xiii (documentat el 1266), però dissortadament fou molt reformat a començaments de la passada centúria. Actualment és d'una sola nau amb sostre de fusta a doble vessant, sostingut per arcs diafragma apuntats. Tant la planta com l'estructura de cobriment s'allunyen ostensiblement de les característiques del temple cistercenc; de fet, en el context de l'arquitectura de l'Orde a la Corona d'Aragó, l'església de la Real constitueix una excepció. Com és sabut, els cistercencs empraven la coberta d'armadura mixta —sostre de fusta i arcs diafragma (arc diafragma)— únicament en edificis de serveis (cellers, dormidors…), mai en les esglésies, que eren cobertes de volta de pedra, perquè que era considerada més digna per a la casa del Senyor. L'allunyament de l'ortodòxia cistercenca s'ha d'entendre tant pel relaxament que, amb els anys, van sofrir les normes de Cîteaux, com per l'adopció de la fórmula popular i genuïna (nau única amb diafragmes transversals) emprada aleshores en molts temples parroquials de la conquesta (Sant Pere d'Escorca, Sant Miquel de Campanet, Santa Anna d'Alcúdia…) i en les esglésies conventuals dels ordes mendicants. Al lloc habitual hi havia el claustre, refet totalment el segle xvi. Actualment es conserva aquesta construcció renaixentista, que és un bell i harmònic exemplar de dos pisos, al voltant del qual s'ordenaven les dependències monacals: sala capitular, refetor i altres serveis comunitaris. Tot el conjunt era extremadament senzill i sobri.